# Коротков, Николай Николаевич (художник)
Николай Николаевич Коротко́в (19 февраля 1956, село Лебединовка, Кантский район, Киргизская ССР — 11 августа 2024, с/п Берново, деревня Заречье, Старицкий район, Тверская область) — советский и российский график, педагог, художник студии военных художников имени М. Б. Грекова (с 1997 года), доцент кафедры рисунка МГАХИ им. Сурикова (с 2007 года), руководитель мастерской живописи (2021—2024).
Академик РАХ (2021; член-корреспондент 2012). Народный художник РФ (2015).

## Биография
Родился 19 февраля 1956 года в селе Лебединовка Кантского района Киргизской ССР.
В 1975 году, по окончании Фрунзенского художественного училища, поступил в Московский государственный художественный институт имени В. И. Сурикова на факультет графики (мастерская профессора, нар. худ. СССР Н. А. Пономарева).
С 1978 года активный участник региональных, всероссийских, всесоюзных, а также зарубежных и международных выставках.
В 1981 году окончив институт был зачислен в творческую мастерскую графики Академии художеств СССР под руководством О. Г. Верейского.
В 1985 году принят в Союз художников СССР.
С 1990 по 1997 с перерывами преподавал рисунок и живопись в Московском академическом художественном лицее Российской академии художеств.
С 1997 года работал в студии военных художников имени М. Б. Грекова.
В 2006—2008 годах руководил мастерской графики в Государственном специализированном институте искусств.
С 2007 года являлся доцентом кафедры рисунка МГАХИ им. В. И. Сурикова. С 2021 года руководитель мастерской живописи.
Умер 11 августа 2024 года в возрасте 68 лет.
Был женат на художнице Веронике Сукоян.

## Основные произведения
- Графическая серия «Москва» (1984)
- Графическая серия «На костромской земле» (1987)
- Полиптих «Великие князья Древней Руси» (1997)
- Триптих «Минута молчания» (2005)
- Портрет Петра I (2007)

## Награды
- Орден Почёта (2010)
- Народный художник РФ (2015)
- Заслуженный художник РФ (2005)
- Серебряная медаль РАХ (2004)[3]
- Диплом РАХ (1991, 1997, 2019)
- Диплом XII молодёжного фестиваля молодежи и студентов (1985)